# بائعة الحب (فلم)
بائعة الحب هو فيلم سينمائي مصري من إنتاج سنة 1975 من إخراج: سيمون صالح وتأليف: سمير نوار وبطولة: ناهد شريف ، نور الشريف ، سمير غانم ، صلاح السعدني.

## قصة الفيلم
يعد أحمد نور الشريف المعيد بالجامعة لنيل الدكتوراه ، يتعرف صديقه فتحي سمير غانم على فتاة الليل سوزي ناهد شريف ، ويأتي بها إلى الشقة التي يشارك فيها أحمد نور الشريف وسعيد . يطلب أحمد نور الشريف من سوزي ناهد شريف أن تكف عن عملها مقابل مبلغ يدفعه لها بعد أن يعلم بالظروف الصعبة التي دفعتها للانحراف . يجد فيها مادة يستفيد منها في دراسته . ذات ليلة يكثر أحمد نور الشريف من شرب الخمر وينسى مثاليته ويعتدي على سوزي ناهد شريف التي تهرب منه.

## الممثلون
- ناهد شريف
- نور الشريف
- سمير غانم
- صلاح السعدني
- فاطمة مظهر
- هادي الجيار
- هناء ثروت
- تيسير فهمي
- كوثر شفيق
- محمود المليجي
- توفيق الدقن
- فيفي عبده